# みよし市立黒笹小学校
みよし市立黒笹小学校（みよししりつ くろざさしょうがっこう）は、愛知県みよし市にある公立小学校。市内で8番目に開校した小学校で、市内で一番新しい小学校。

## 沿革
- 2007年（平成19年） - 三好町立北部小学校と三好町立三好丘小学校の学区の一部を分離し、三好町立黒笹小学校として開校。
- 2008年（平成20年） - 体育館と校舎を結ぶ渡り廊下から、重さ八十キロのサッシ一枚が通路に転落事故。けが人はなし。
- 2010年（平成22年） - 三好町の市制施行により、みよし市立黒笹小学校となる。

## 卒業後の進路
公立中学校に進学する生徒の進学先はみよし市立三好丘中学校になる。

## 周辺
- 名鉄豊田線 黒笹駅
- 東名高速道路 東郷PA
- 東海学園大学
- 愛知牧場
- 三好カントリー倶楽部
- 愛知県道231号米野木莇生線